# Biantes quadrituberculatus
Biantes quadrituberculatus – gatunek kosarza z podrzędu Laniatores i rodziny Biantidae.

## Występowanie
Gatunek występuje w Indiach.